# Danske Evangeliske Lutherske Kirkesamfund i Amerika
Det Danske Evangeliske Lutherske Kirkesamfund i Amerika (DELKA) var ett lutherskt trossamfund, bildat 1884 av lågkyrkliga danska invandrare som lämnat Norwegian-Danish Evangelical Lutheran Church of America. Många av kyrkans pastorer hade nära band till Indre Missionen.
Kyrkan hade högkvarter och skola (Trinity Seminary) i Blair, Nebraska och kallades därför ofta för "Blair Church".
1896 gick DELKA ihop med Danish Evangelical Lutheran Church in North America och bildade United Danish Evangelical Lutheran Church.